# Бистриця (Мукачівський район)
Би́стриця (до 1946 року — Ря́підь) — село в Україні, у Закарпатській області, Мукачівському районі.

## Географія
Селом протікає річка Дубровиця, ліва притока Латориці.

## Історія
Перша згадка 1278 рік.
Згадки: 1387: Repede, 1543: Repede, 1546: Reped, 1548: Repede, 1554: Repede, 1564: Repede, 1570: Repede, 1630: Repede, 1773: Repede, Rapid, 1808: Repede, Rapid, Rapity, 1851: Repede, 1877: Repede, Rjaped, Rjapigy, 1913: Repede, 1925: Rjapidj, Rjapity, 1930: Rjapid’, 1944: Repede, Ряпидъ, 1983: Бистриця, Бистрица.
Поруч виявлено скарби виробів доби пізньої бронзи (II тисячоліття до II. е.).
Поруч із селом знаходилися залізоплавильні печі.
У селі в радянський час працював соковий завод.

## Храм
Храм св. Миколи Чудотворця. 1907.
Вперше про церкву йдеться в 1692 р. — її перевезли у село Вільховиця. Згадка про другу дерев'яну церкву св. Миколи з двома дзвонами належить до 1733 р.
У 1765 р. до Бистрицької парохії належали села Буковинка, Вільховиця і Дубровиця. У 1797 р. згадують нову дерев'яну церкву. Після зведення кам'яної церкви дерев'яну було перенесено в сусідню Вільховицю.
Згідно з датою над входом, церкву будували з 1903 р. до 1907 р., хоча в архівних матеріалах зазначено 1903—1904 роки. Головну роль відіграв куратор Матвій Коструб. Інтер'єр храму близько 1930 р. було оздоблено непоганими розписами, але вони вже перемальовані. Щезли під новою фарбою й імена замовників деяких композицій. Зовнішній ремонт зроблено в 1985 р. Коло церкви стоїть двоярусна дерев'яна каркасна дзвіниця з чотирма дзвонами та дерев'яний хрест на бетонній основі з 1929 р.
У селі є мурована каплиця, яку було збудовано ще до спорудження церкви стараннями та коштом священика Михайла Поповича, який разом з дружиною похований поряд. Коло східного фасаду — поховання ще двох священиків. За усними переказами, каплицю збудовано в 1890 p., і ця дата є досить переконливою, хоч шематизм подає 1903—1904 роки. Всередині стіни та склепіння було розмальовано.
З приходом радянської влади каплицю перетворили на лабораторію соковинного заводу. Тепер споруду відновлено греко-католицькою громадою села. З квітня до вересня 1997 р. Василь Танинець та його син Василь провели ремонт каплиці. Живопис оновила Тетяна Петричко з Чинадієва. Ініціювала всю цю роботу невтомна Маргарита Михайлівна Соскида.
Урочисте відкриття каплиці й освячення о. Василем Бабинцем хреста перед каплицею відбулося 28 вересня 1997 p..
До цінних мистецьких пам'яток належить кам'яний різьблений хрест на старому цвинтарі при в'їзді в село, зроблений Т. Новаком у 1890 р.

## Присілки
Дубровиця
Дубровиця - колишнє село в Україні, в Закарпатській області.
Обєднане з селом Бистриця
Згадки 1549: Dobrovycha, 1550: Dobravÿtza, 1570: Dubrouicza nova pagus, 1630: Dobrowicza, 1645: Nagy Dobrowicza, 1773: Dubrowicza, 1808: Dubravicza, Dubrovicza, 1851: Dubravicza, 1877: Dubróvica, 1882: Dubrovica, 1930: Dubravice, 1944: Dubrovica, Дубровица.
У 1765р. до Бистрицької парохії належали села Буковинка, Вільховиця і Дубровиця

Жупетник
Жупетник - колишнє село в Україні, в Закарпатській області. 
Обєднане з селом Бистриця
Згадки:  1607: Zuppetnik

## Населення
Згідно з переписом УРСР 1989 року чисельність наявного населення села становила 1153 особи, з яких 544 чоловіки та 609 жінок.
За переписом населення України 2001 року в селі мешкала 1081 особа.

### Мова
Розподіл населення за рідною мовою за даними перепису 2001 року:
| Мова       | Відсоток |
| ---------- | -------- |
| українська | 98,16 %  |
| російська  | 1,38 %   |
| німецька   | 0,28 %   |

## Туристичні місця
- скарби виробів доби пізньої бронзи (II тисячоліття до II. е.).
- Поруч із селом знаходилися давні залізоплавильні печі.
- Храм св. Миколи Чудотворця. 1907
- каплиця 1890 p
- кам'яний різьблений хрест на старому цвинтарі при в'їзді в село, зроблений Т. Новаком у 1890 р. 